# Руснак Адальберт Адальбертович
Адальберт Адальбертович Руснак (* 3 квітня 1946, Тячів) — радянський футболіст і тренер.

## Життєпис
Перший тренер – Л.Л. Бейреш. Розпочав професійну кар’єру у складі «Поділля» (Кам'янець-Подільський) в класі «Б» чемпіонату СРСР у 1968 році, будучи студентом Кам'янець-Подільського Педінституту. У 1969 році перебував у складі хмельницького «Динамо», але переїхав остаточно до Хмельницького після закінчення навчання в інституті у 1970 році. Провів у команді з перервою чотири сезони. У 1974 отримав серйозну травму і завершив кар’єру професійного футболіста. 
Одразу ж почав працювати у спортивному клубі Хмельницького національного університету. В 1976 році став викладачем кафедри здоров'я людини та фізичного виховання цього ж університету. За особистий внесок у справу розвитку фізичної культури та спорту серед студентської молоді університету, міста, області в 2000 році був нагороджений Почесною грамотою Міністерства освіти і науки України, а в 2002 році - знаком "Відмінник освіти України". 
У 2010 році міні-футбольний клуб «Поділля-Університет» на чолі з А. Руснаком виграв 2-у лігу першості України з футзалу та дійшов до фіналу Кубка західної зони.